# Appressorium

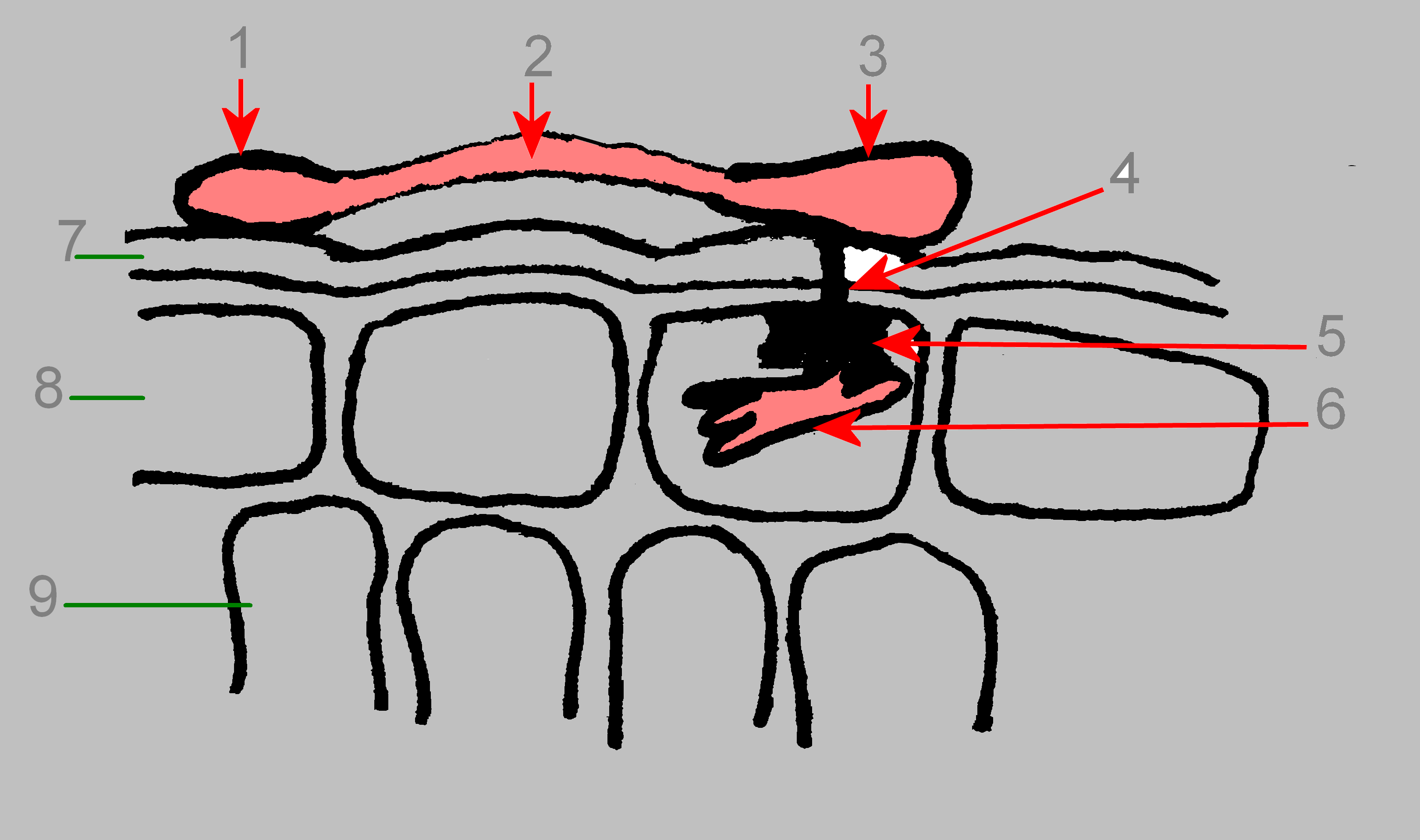
Schemat infekcji rośliny przez grzyba: 1 – zarodnik, 2 – strzępka rostkowa, 3 – appressorium, 4 – strzępka infekcyjna, 5 – rozszerzenie, 6 – ssawka, 7 – kutykula, 8 – epiderma, 9 – miękisz palisadowy

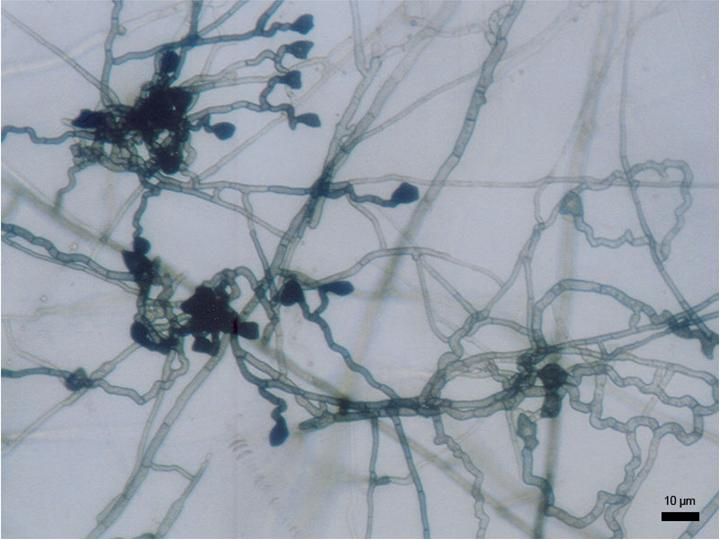
Strzępki i appressoria u Colletotrichum sublineolum

Appressorium (przycistka) – u grzybów jest to wytwarzany przez kiełkujący zarodnik nabrzmiały fragment strzępki, służący do przymocowania się jej do podłoża. Appressorium często wytwarzane jest przez grzyby pasożytnicze. Dopiero gdy kiełkujący zarodnik za jego pomocą przyczepi się do żywiciela, wytwarza strzępkę infekcyjną wnikającą do jego tkanek.
Zazwyczaj appressorium ma postać gruszkowatego lub brodawkowatego zgrubienia na strzępce rostkowej. Powierzchnia przylegająca do rośliny jest płaska. Najczęściej appressorium jest pojedyncze, czasami jednak ma palczaste rozgałęzienia. Przymocowanie appressorium do żywiciela dokonuje się zazwyczaj za pomocą wytwarzanej w przycistce specjalnej kleistej substancji. Zapobiega ona zmyciu zarodnika np. przez krople deszczu. Adhezję do żywiciela umożliwiają wytwarzane przez ścianę komórkową w appressorium glikoproteiny, które specyficznie reagują z białkami konkretnego osobnika lub gospodarza. Appressoria oddziałują także mechanicznie; mogą wytwarzać wysokie (do 8 MPA) ciśnienie osmotyczne ułatwiające przebicie kutykuli.
Appressoria wraz z hyfopodiami i podkładkami infekcyjnymi tworzą tzw. struktury preinfekcyjne umożliwiające grzybom pasożytniczym zaatakowanie organizmu żywiciela.

## Mechanizm pokonywania ściany komórkowej rośliny przez grzyba
Po przyczepieniu się zarodników na powierzchni żywiciela, powstająca strzępka kiełkowa odbiera wskazówki fizyczne, takie jak twardość powierzchni i hydrofobowość, a także sygnały chemiczne, w tym monomery woskowe, które wyzwalają tworzenie się appressorium. Tworzenie się appressorium rozpoczyna się, gdy czubek strzepki kiełkowej przestaje rosnąć polarnie, haczy się i zaczyna puchnąć. Zawartość zarodnika jest następnie przekazywana do rozwijającego się appressorium, w szyjce appressorium rozwija się przegroda, a strzępka kiełkowa i zarodnik giną. W miarę dojrzewania appressorium, staje się ono mocno przytwierdzone do powierzchni rośliny, a gęsta warstwa melaniny osadza się w ścianie appressorium, z wyjątkiem poru na granicy między rośliną a rośliną. Wewnątrz appressorium wzrasta turgor, a w porach pojawia się strzępka infekcyjna, która jest przepychana przez kutykulę rośliny do leżących pod nią komórek naskórka. Ciśnienie osmotyczne wywierane przez appressorium może osiągnąć do 8 MPa, co pozwala mu przebić kutykulę rośliny. Ciśnienie to jest osiągalne dzięki ścianie komórkowej pigmentowanej melaniną, która jest nieprzepuszczalna dla związków większych niż cząsteczki wody, więc wysoce skoncentrowane jony nie mogą z niej uciec.